# Judith Rothe

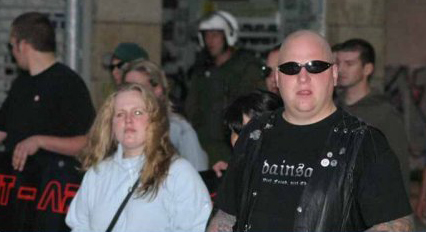
Judith Rothe gemeinsam mit ihrem Lebensgefährten Enrico Marx

Judith Rothe (* 1979 in Sangerhausen) ist eine deutsche Aktivistin der Neonazi-Szene, ehemalige Politikerin der NPD und Mitbegründerin der bundesweiten NPD-Organisation „Ring Nationaler Frauen“.

## Leben
Rothe ist Einzelhandelskauffrau. Sie hatte einen Versandhandel unter anderem für T-Shirts mit rechtsextremen Aufdrucken und wurde deshalb Anfang 2010 wegen Volksverhetzung verurteilt.
Zusammen mit ihrem Lebensgefährten, dem Neonazi Enrico Marx, betrieb sie den Szene-Treff „Zum Thingplatz“ in Sotterhausen, der nicht als Gaststätte zugelassen war, aber nach Ansicht des Verfassungsschutzes Sachsen-Anhalt „jahrelang ein Anlaufpunkt der rechtsextremem Szene“. So verübten vier Teilnehmer einer von beiden veranstalteten Feier im Anschluss im Januar 2007 Mordversuch durch Brandstiftung gegen ein Asylbewerberheim in Sangerhausen, im Zusammenhang damit wurde auch Rothe als Zeugin durch das Schwurgericht vernommen. Sie distanzierte sich nicht von der Tat. Im ZDF-Magazin Mona Lisa erklärte sie: „Ich kann mit den negativen Schlagzeilen leben. Egal ob positiv oder negativ, ich stehe in der Zeitung und das freut mich.“
Rothe kandidierte bei der Bundestagswahl 2005 sowie der Landtagswahl für die NPD. Zusammen mit Katharina Becker (NPD Niedersachsen) und Gitta Schüßler gründete sie am 16. September 2006 in Sotterhausen einen Nationalen Frauenring als bundesweite Frauenorganisation der NPD. Ebenfalls ab 2006 fungierte Rothe als stellvertretende Vorsitzende der in Ring Nationaler Frauen umbenannten Organisation. Sie war auch als bekannte Rechtsextreme in Sotterhausen integriert, bei der Kommunalwahl 2007 erhielt sie 15 % der Stimmen und wurde in den Elternrat der Schule ihrer Söhne gewählt; der ehrenamtliche Bürgermeister von Sotterhausen bezeichnete sie und ihren Lebensgefährten als ganz normale Geschäftsleute.
Bei den Kommunalwahlen in Sachsen-Anhalt 2007 wurde sie für die NPD in den Kreistag Landkreis Mansfeld-Südharz gewählt und wurde dort Fraktionsvorsitzende. 2007 war sie eine Führungsfigur der NPD in Sachsen-Anhalt als NPD-Kreisvorsitzende Mansfeld-Südharz, NPD-Landes-Vorstandsmitglied und Bundessprecherin des Ring Nationaler Frauen.
Sie war u. a. Mitglied der neonazistischen „Kameradschaft Ostara“ und pflegte gute Kontakte zu der Erfurter Neonazi-Aktivistin Isabell Pohl und der „Aktiven Frauen Fraktion“.
2013 trat Judith Rothe aus der NPD aus.